# Rivière Lestage
Rivière Lestage är ett vattendrag i Kanada.   Det ligger i provinsen Québec, i den östra delen av landet, 1 700 km norr om huvudstaden Ottawa.
Omgivningarna runt Rivière Lestage är i huvudsak ett öppet busklandskap. Trakten runt Rivière Lestage är nära nog obefolkad, med mindre än två invånare per kvadratkilometer.